# Hubyn Perszyj
Hubyn Perszyj, hist. Hubin (ukr. Губин Перший) – wieś na Ukrainie w rejonie łuckim obwodu wołyńskiego.

## Historia
Pod koniec XIX w. wieś w byłym hrabstwie horochowskim w powiecie łuckim.
Do 2020 w rejonie horochowskim. 